# 扎布基涅
51°29′4″N 33°29′19″E / 51.48444°N 33.48861°E
扎布基內（烏克蘭語：Жабкине）是位於烏克蘭東北部的村莊，由蘇梅州科諾托普區的克羅萊韋茨市鎮負責管轄。該村距離庫巴霍韋、奧特羅霍韋和戈羅霍韋1公里，2001年人口6。